# Намјешт на Ослави
Намјешт на Ослави (чеш. Náměšť nad Oslavou) град је у Чешкој Републици. Град се налази у управној јединици крај Височина, у оквиру којег припада округу Требич.

## Становништво
Према подацима о броју становника из 2014. године град је имао 4.964 становника.